# Ravand-e Soflá
Ravand-e Soflá (persiska: رَوَندِ پائين, روند سفلی, رَوَندِ سُفلَى) är en ort i Iran.   Den ligger i provinsen Västazarbaijan, i den nordvästra delen av landet, 600 km väster om huvudstaden Teheran. Ravand-e Soflá ligger 1 524 meter över havet och antalet invånare är 111.
Terrängen runt Ravand-e Soflá är varierad. Ravand-e Soflá ligger nere i en dal. Runt Ravand-e Soflá är det ganska tätbefolkat, med 185 invånare per kvadratkilometer. Närmaste större samhälle är Neychālān, 4,6 km sydost om Ravand-e Soflá. Trakten runt Ravand-e Soflá består i huvudsak av gräsmarker.